# März 1998
Portal Geschichte | Portal Biografien | Aktuelle Ereignisse | Jahreskalender | Tagesartikel

◄ |
19. Jahrhundert |
20. Jahrhundert
| 21. Jahrhundert

◄ |
1960er |
1970er |
1980er |
1990er
| 2000er | 2010er | 2020er | ►

◄ |
1994 |
1995 |
1996 |
1997 |
1998
| 1999 | 2000 | 2001 | 2002 | ►

◄ |
Dezember 1997 |
Januar 1998 |
Februar 1998 |
März 1998 |
April 1998 |
Mai 1998 |
Juni 1998 |
►
Dieser Artikel behandelt aktuelle Nachrichten und Ereignisse im März 1998.

## Tagesgeschehen

### Sonntag, 1. März 1998
- Bonn, Hannover/Deutschland: Bei der Landtagswahl in Niedersachsen baut die alleinregierende SPD ihre Mehrheit der Mandate gegenüber den anderen Landesparteien aus. Dieses Ergebnis entscheidet den Wettstreit zwischen Ministerpräsident Gerhard Schröder und dem Ministerpräsidenten des Saarlands Oskar Lafontaine um die SPD-Kanzlerkandidatur bei der Wahl zum Bundestag im September. In Umfragen schneidet Schröder gegenüber Lafontaine besser ab und der SPD-Bundesgeschäftsführer Franz Müntefering erklärt ihn noch am Abend der Landtagswahl zum Kanzlerkandidaten seiner Partei.[1][2]

### Montag, 2. März 1998
- Washington, D.C./Vereinigte Staaten: Die NASA sieht die Möglichkeit, dass ein Wasserozean unter der oberflächlichen Eiskruste des Jupitermonds Europa existiert. Diesen Schluss lassen neue Daten der Raumsonde Galileo zu, welche den Planeten Jupiter und seine Galileischen Monde erforscht.[3]

### Donnerstag, 5. März 1998
- Hamburg/Deutschland: Bei der 7. Verleihung des Musikpreises Echo wird Wolfgang Petry in der Kategorie „Schlager-Künstler des Jahres“ ausgezeichnet.[4]

### Dienstag, 10. März 1998
- Baku/Aserbaidschan: Der Staat zwischen Europa und Asien ratifiziert als erster das Übereinkommen über die Anerkennung von Qualifikationen im Hochschulbereich in der europäischen Region, mit der Hochschulreifezeugnisse und Hochschulabschlüsse in allen Vertragsstaaten gegenseitig anerkannt werden.[5]

### Sonntag, 15. März 1998
- Crans-Montana/Schweiz: In der Gesamtwertung der Herren-Wettbewerbe des Alpinen Skiweltcups 1997/98 belegt Hermann Maier als erster Österreicher seit Karl Schranz 1970 nach dem letzten Rennen Platz 1. Bei den Damen gewinnt Katja Seizinger aus Deutschland den Gesamt-Weltcup.[6][7]

### Montag, 16. März 1998
- Athen/Griechenland: Griechenland tritt dem Europäischen Währungssystem bei und erfüllt damit eine Voraussetzung für die Teilnahme an einer Europäischen Gemeinschaftswährung, deren Einführung noch in diesem Jahr beschlossen werden soll. Die griechische Zentralbank muss in Zukunft die Wechselkurse der Währung Griechische Drachme zu jeder anderen Währung des „Warenkorbs“ der Europäischen Währungseinheit bei Bedarf stabil halten.[8]
- New York/Vereinigte Staaten: Die Vereinten Nationen (UN) legen das Protokoll von Kyoto zum Rahmenübereinkommen der UN über Klimaänderungen vom Dezember 1997 zur Unterzeichnung aus. Nur die Staaten Antigua und Barbuda, Argentinien, Malediven, Samoa, St. Lucia und Schweiz leisten ihre Unterschrift noch am gleichen Tag.[9]

### Donnerstag, 19. März 1998
- Hannover/Deutschland: Auf der IT-Fachmesse Cebit präsentiert die südkoreanische Firma Saehan ein dem Walk- oder Discman vergleichbares ortsungebundenes Gerät namens MPMan F-10, das im Unterschied zu herkömmlichen tragbaren Geräten keinen Wechseldatenträger benötigt, sondern auf Audio-Daten zugreift, die auf einem digitalen Speicher abgelegt sind. Das verwendete Dateiformat ist die dritte Schicht des MPEG-Formats. Saehan beabsichtigt die Serienproduktion des MPMans.[10]

### Samstag, 21. März 1998
- Berlin/Deutschland: Der 34-jährige deutsche Boxer Graciano Rocchigiani sichert sich gegen den Amerikaner Michael Nunn den vakanten Weltmeistertitel im Halbschwergewicht der Organisation WBC.[11]

### Sonntag, 22. März 1998
- St. Pölten/Österreich: Bei der Wahl zum Landtag von Niederösterreich bleibt der Zuspruch zur erfolgreichsten Partei ÖVP nahezu konstant. Dahinter liegen wie jedes Mal seit 1959 die SPÖ und die FPÖ. Während das Liberale Forum das Parlament wieder verlassen muss, gelingt den Grünen zum ersten Mal der Einzug.[12]

### Montag, 23. März 1998
- Los Angeles/Vereinigte Staaten: Bei den 70. Academy Awards der Filmbranche gewinnt Titanic von Regisseur James Cameron elf Oscars. Die Preise für die besten Hauptdarsteller gewinnen Helen Hunt und Jack Nicholson.[13]

### Dienstag, 24. März 1998
- Bern/Schweiz: Die Schweiz ratifiziert das Übereinkommen über die Anerkennung von Qualifikationen im Hochschulbereich in der europäischen Region.[14]

### Freitag, 27. März 1998
- Silver Spring/Vereinigte Staaten: Die nationale Behörde für Lebens- und Arzneimittel erteilt dem humanmedizinischen Wirkstoff Sildenafil die Zulassung. Als Forscher des amerikanischen Pharmaherstellers Pfizer den Stoff zum Einsatz bei der anfallsartigen Herzbeklemmung erprobten, trat zufällig die Nebenwirkung der verbesserten Erektionsfähigkeit des Penis auf.[15]

### Montag, 30. März 1998
- Brüssel/Belgien: Der offizielle Beitrittsprozess zur Aufnahme von Bulgarien, Estland, Lettland, Litauen, Polen, Rumänien, der Slowakei, Slowenien, Tschechien, Ungarn und Zypern in die Europäische Union beginnt. Er umfasst die Aufnahme von Beitrittsverhandlungen und ein von der EU durchgeführtes Überprüfungsverfahren.[16]
- Hannover/Deutschland: Der Landtag wählt Gerhard Schröder (SPD) zum dritten Mal zum Ministerpräsidenten von Niedersachsen. Die SPD bildet die Regierung wie in der letzten Legislaturperiode allein.[17]

## Weblinks

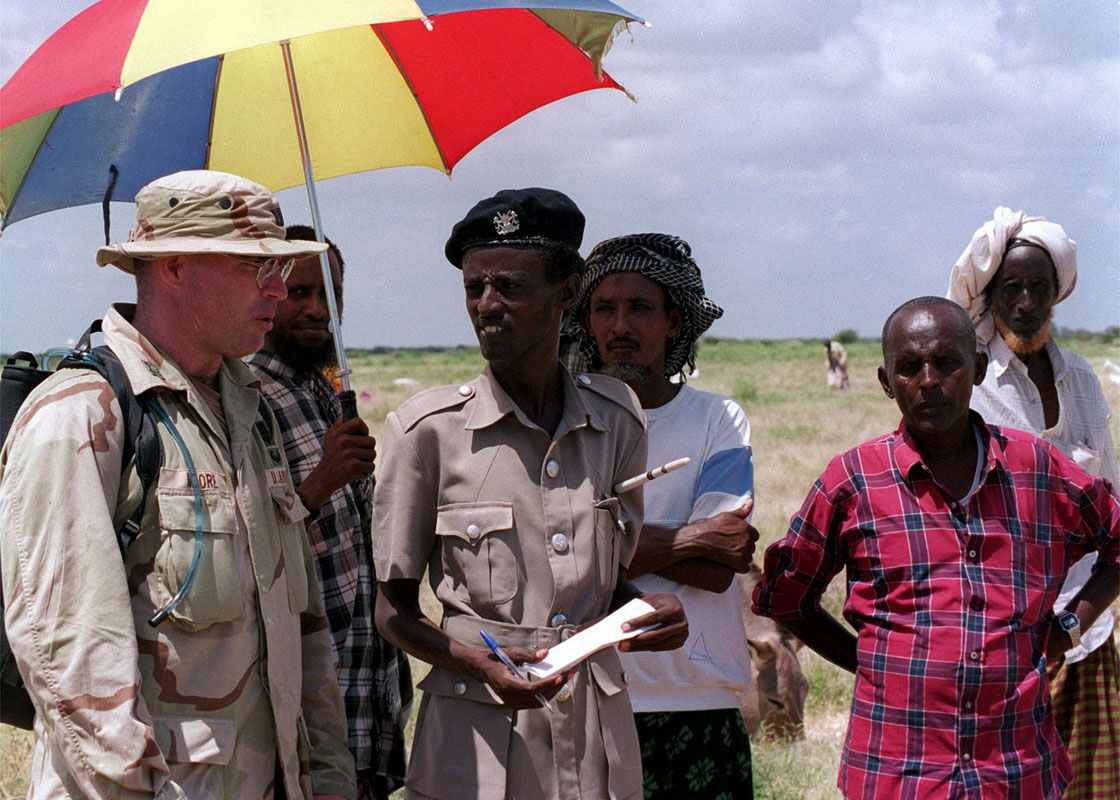
Kenia im März 1998

### Dienstag, 31. März 1998

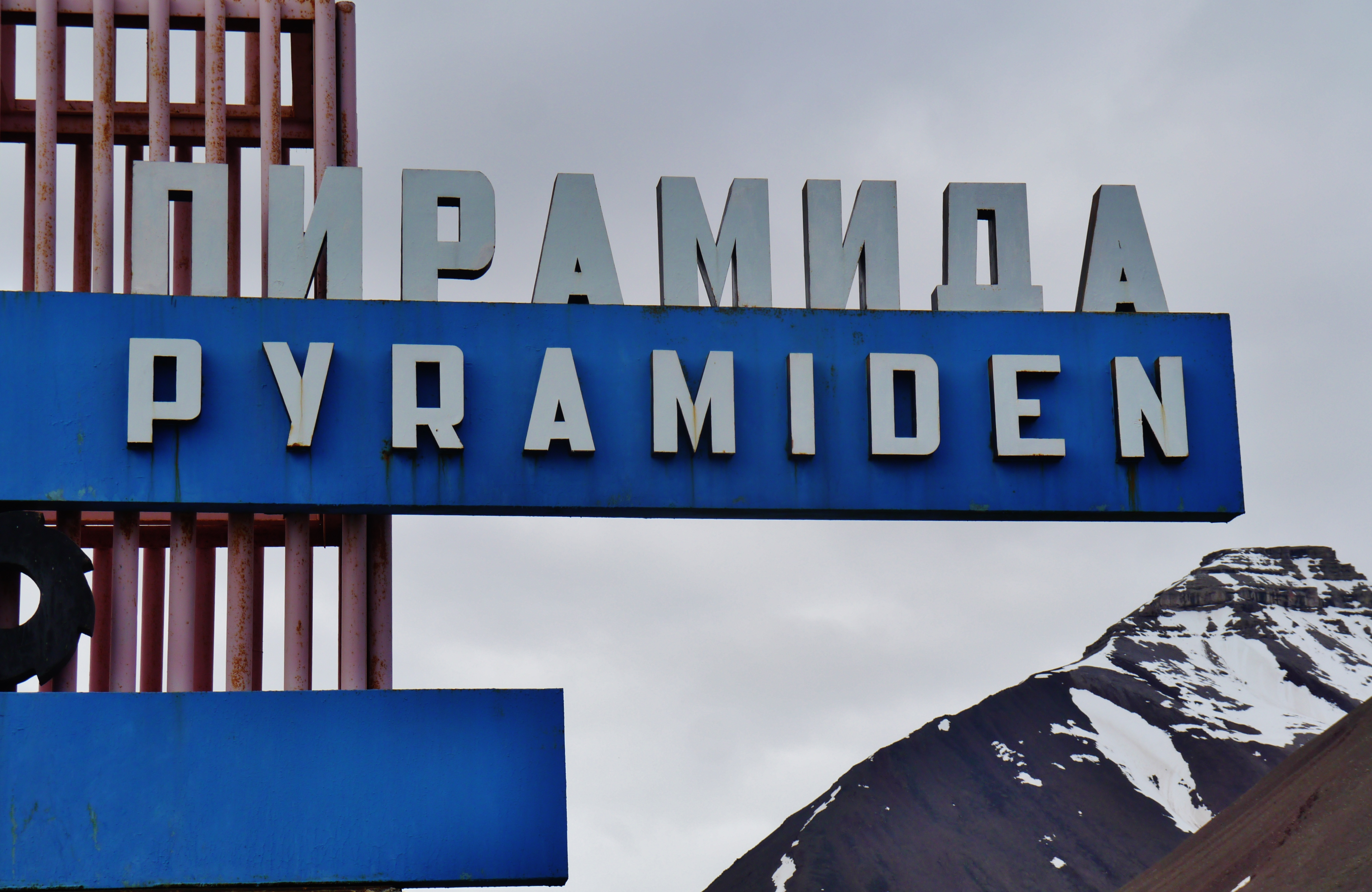
Pyramiden, Ortseingang

- Bonn/Deutschland: Mit Ablauf des Tages wird der Betrieb des Europäischen Funkrufdiensts eingestellt. Die Deutsche Telekom war der letzte Telekommunikationsnetzbetreiber, der mit dem so genannten „Eurosignal“ codierte Nachrichten über Ultrakurzwelle ausstrahlte. Mit der Etablierung von Autotelefonen brach die Nachfrage nach diesem Radio-Dienst ein.[18]
- Pyramiden/Norwegen: Russland stellt den Abbau von Steinkohle in Piramida auf Spitzbergen ein. Der bis zu 1.000 Einwohner zählende Ort am 78. Grad nördlicher Breite galt zeitweise als die nördlichste Siedlung der Welt.[19]